# 23890 Quindou
23890 Quindou (tên chỉ định: 1998 SO35) là một tiểu hành tinh vành đai chính. Nó được khám phá thông qua Khảo sát tiểu hành tinh OCA-DLR ở Caussols, Alpes-Maritimes, Pháp, ngày 22 tháng 9 năm 1998. Nó được đặt theo tên Sabine Quindou, a French journalist và television producer.